# Сцимнус дубравный
Сцимнус дубравный (лат. Scymnus auritus) — это вид божьих коровок из подсемейства Scymninae. 

## Описание
От ближайших видов в своём роде имаго отличается следующими эйдономическими чертами: 1) край вершины надкрылий, передние углы или передний край переднеспинки, а у самцов и большая часть переднеспинки, кроме большого пятна посередине, рыжие; 2) длина тела взрослого насекомого 2—2,3 мм.

## Распространение
Встречается в Европе, Кавказе, Средней Азии и юге Дальнего Востока.